# Barbacoll negre becgroc
El barbacoll negre becgroc (Monasa flavirostris) és una espècie d'ocell de la família dels bucònids (Bucconidae) que habita la selva humida del sud-est de Colòmbia, est de l'Equador i del Perú i oest del Brasil.